# Додени (Њамц)
Додени (рум. Dodeni) насеље је у Румунији у округу Њамц у општини Биказ. Oпштина се налази на надморској висини од 425 m.

## Становништво
Према подацима из 2002. године у насељу је живело 2247 становника.

### Попис2002.
| Расподела становништва по националности 2002.‍ | Расподела становништва по националности 2002.‍ | Расподела становништва по националности 2002.‍ | Расподела становништва по националности 2002.‍ | Расподела становништва по националности 2002.‍ |
| --------------------------------------------- | --------------------------------------------- | --------------------------------------------- | --------------------------------------------- | --------------------------------------------- |
|                                               |                                               |                                               |                                               |                                               |
| Румуни                                        | Румуни                                        |                                               | 1.944                                         | 86,7%                                         |
| Мађари                                        | Мађари                                        |                                               | 12                                            | 0,5%                                          |
| Роми                                          | Роми                                          |                                               | 287                                           | 12,8%                                         |